# Numero della bestia

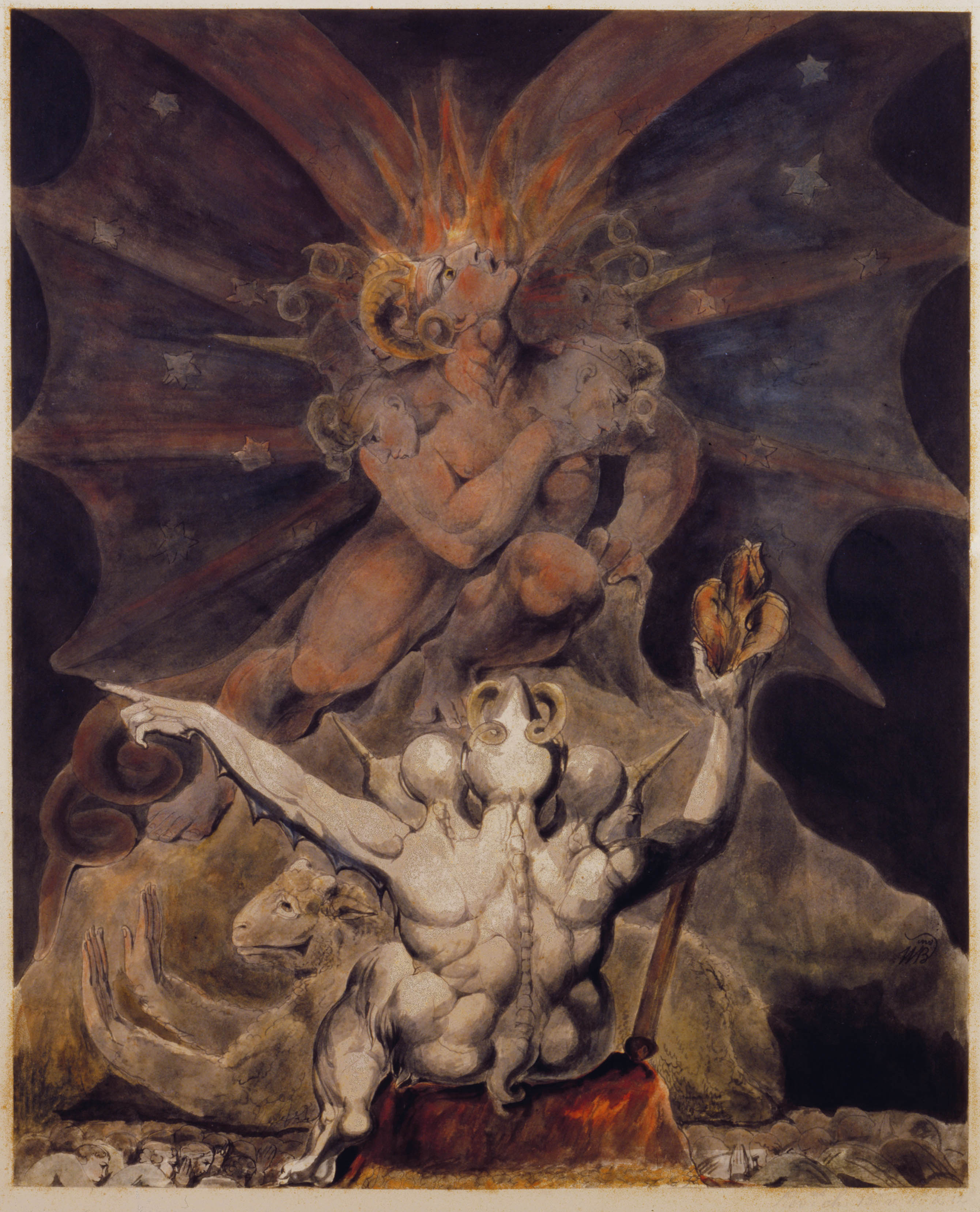
Il numero della bestia è 666, dipinto di William Blake

Il numero della bestia, indicato anche col numero 666 (ma è attestato anche come 616 e in un codice compare come 665), è un simbolo che nel cristianesimo indica un personaggio satanico.

## Citazione
Appare in un solo passo del Nuovo Testamento nella Apocalisse di Giovanni ed è riferito a una bestia che sale dal mare e devasta la Terra:
Il numero 666 appare, senza alcun collegamento con la bestia, anche in due passi dell'Antico Testamento:
« La quantità d'oro che affluiva nelle casse di Salomone ogni anno era di seicentosessantasei talenti, senza contare quanto ne proveniva dai trafficanti e dai commercianti, da tutti i re dell'Arabia e dai governatori del paese. »  ( 1Re 10,14-15, su laparola.net.)
« Ora il peso dell’oro che giungeva ogni anno a Salomone, era di seicentosessantasei talenti, oltre quello che percepiva dai trafficanti e dai negozianti che gliene portavano, da tutti i re d’Arabia e dai governatori del paese che recavano a Salomone dell’oro e dell’argento. »  ( 2Cronache 9,13-14, su laparola.net.)
Il numero 6 è indirettamente ripreso per tre volte nei versi successivi che parlano del trono con sei gradini e dodici leoni ai due lati, quindi sei per parte.
Sono state proposte numerose altre interpretazioni simboliche, molte delle quali non riferite al contesto storico del Libro dell'Apocalisse.
Nella cultura satanica chi nasce in uno di questi giorni (17, 8, 6, ecc.) con il mese multiplo del numero dell'anno di nascita (o viceversa), viene considerato come una figura ammirevole per il popolo "satanico".
Nel Sistema di numerazione greco, il numero 666 è rappresentato con le tre lettere greche χ (chi) = 600, ξ (csi) = 60 e ϝ (digamma) o ϛ (stigma) = 6.

## Le interpretazioni

### Interpretazione storica
L'apocalisse del Nuovo Testamento, attribuibile alla scuola evangelica giovannea (cioè associata a Giovanni) fu ipoteticamente scritta in esilio, nell'isola greca di Patmos, durante una delle persecuzioni dei cristiani, probabilmente quella di Domiziano (intorno al 95 d.C.) o, meno probabilmente, quella precedente di Nerone. Secondo molti studiosi infatti, la persona rappresentata dal citato "numero della bestia" altri non è che il multigramma di gematria ebraica attribuibile all'imperatore Nerone, autore della persecuzione nella quale si ritiene siano morti Pietro e Paolo.
Gli ebrei, come in seguito i greci, utilizzavano le lettere dell'alfabeto per scrivere i numeri. I nomi ebraici, di cui venivano scritte solo le consonanti, avevano quindi un valore numerico che si otteneva sommando i valori delle singole lettere o in modo più complesso secondo regole codificate nella gematria. Se quindi si utilizzano le consonanti ebraiche del nome QeSaR NeRON (קסר נרון), si ha:
- Q (qof)     = 100
- S (samech)  = 60
- R (resh)    = 200
- N (nun)     = 50
- R (resh)    = 200
- O (vav)     = 6
- N (nun)     = 50

che sommate, danno appunto 666. Una sola nota merita la vocale O che è rappresentata dalla consonante W che è una mater lectionis, cioè una consonante che serviva a evitare equivoci nella lettura vocalica. Secondo la maggioranza degli studiosi è proprio questa l'interpretazione corretta del numero della bestia.
Critiche a questa interpretazione arrivano dal fatto che tutti gli scritti di Giovanni sono in greco antico, non in ebraico e notoriamente in questa lingua si scrivono solo le consonanti, mentre le vocali vengono solo pronunciate: la o (waw) dovrebbe essere esclusa dal computo. Inoltre, la lettera "S" (sigma, in greco) di "Caesar" (Καίσαρ, Kaísar) va tradotta con la lettera ebraica Šin = 300, che invece viene sostituita in questa interpretazione con Samekh = 60: nel sistema di numerazione greco la lettera csi equivale anch'essa al valore 60, e normalmente è fatta corrispondere all'ebraico Samekh. Per cui:
NRN QSR (Neron Caesar): n=50+r=200+n=50+q=100+s=300+r=200: Totale = 900.
Dato, però, che l'Apocalisse sembra essere stata scritta al tempo di Domiziano (95 d.C. circa), un'altra corrente di pensiero punta a interpretare il numero 666 come un riferimento allo stesso Domiziano. Si osservi, tuttavia, che la gematria, cioè l'utilizzo della corrispondenza fra numeri e lettere dell'alfabeto ebraico, greco o latino può produrre molti risultati diversi e costituisce più un gioco intellettuale utilizzato spesso a scopo polemico (nei secoli ognuno ha cercato di trovarvi il nome del proprio avversario), che uno strumento d'indagine.
Pochi decenni dopo la scrittura dell'Apocalisse, il vescovo teologo e padre della chiesa S. Ireneo di Lione battezzò il 666 come il "numero della bestia" e cioè il Numero dell'"anti-Cristo", simbolo del male e del disordine, attraverso tre ipotesi teologiche:
- nella Bibbia il numero sette è sempre indicato come il numero della perfezione e della natura divina; il numero sei è quindi il numero dell'imperfezione e della natura umana, incline al peccato, alla passioni disordinate e alla disobbedienza alle leggi di Dio.
- in base all'alfabeto greco dal 666 si possono ottenere altri nomi: Euanthas, Lateinos e Teitan.
- se il 6-6-6, come dice l'Apocalisse, è un numero e un nome di uomo, sappiamo che, secondo le culture dell'epoca, esso indicherebbe sia l'uomo sia la sua precisa missione. Il numero di uomo potrebbe essere quindi il simbolo di un dualismo  3-3-3 × 2  legato all'oscillazione tra bene e male, e alla precisa missione simbolica di una specie di "anti-Trinità" (ripresa altresì nella Apocalisse al capitolo 16). In pratica, Drago-antiCristo-falso profeta, contrapposti a Padre-Figlio-Spirito Santo, sulla corrente della allora contemporanea prima dottrina teologica sulla Trinità cristiana (per opera di Teofilo di Antiochia e di Tertulliano, II secolo d.C.)

Da allora, l'interpretazione del 666 fu attribuito, in generale, al simbolo del male.

### Altra interpretazione secondo la Qabbalah
Secondo altre interpretazioni di stampo filo-ebraico e tradizione semitica, il numero corrisponderebbe al nome Sorat – un demone di tipo solare – contrapposto allo spirito solare di "Cristo" e quindi Anti-Cristo. Secondo uno studio basato sulla Qabbalah (cabala), è l'espressione in parole del numero 666, attraverso:
| 400 | + 200 | + 6 | + 60   | = 666   |
| ת   | ר     | ו   | ס      |         |
| tav | resh  | vav | samech |         |
| T   | Ra    | O   | S      | = SORAT |

Si osservi che 666 è la somma di tutti i numeri da 1 a 36, che compongono il quadrato magico di ordine 6, che nella tradizione astrologica corrisponde al Sole. Dello stesso tenore è l'interpretazione antroposofica.

### Interpretazione allegorica
Senza avventurarci troppo nella Ghematriah e nella cabala, si osservi che i numeri della Bibbia hanno sempre un valore simbolico. Ad esempio il sette indica la completezza (anche il mondo fu creato in 7 giorni). Il numero 6 si avvicina al numero 7, senza raggiungerlo. Così il triplo sei potrebbe indicare la suprema imperfezione, l'arroganza e la malvagità umana contrapposte alla perfezione divina.

### Interpretazione numerologica
La numerologia cristiana, derivata da quella pitagorica, vede il 3 come numero perfetto, legato al concetto della Trinità. Tre volte tre fa 9, quindi il nove era la quintessenza di questa perfezione, a maggior ragione se ripetuto tre volte, 999. Il nove rovesciato è il 6, numero dell'anti-dio, quindi di Satana, e il sei ripetuto tre volte ne è l'emblema. Tuttavia questa interpretazione presuppone l'adozione dei numeri arabi in occidente, che avvenne solo nel X secolo ed è quindi impensabile per l'Apocalisse.
L'Apocalisse, scritta intorno al 95 d.C. da Giovanni, in 18,21 si riferisce a una Bestia che era comparsa, non è più, riapparirà dopo secoli. Il Regno di Israele (e il tempio di Gerusalemme) era stato distrutto una prima volta nel 587 a.C. da re Nabucodonosor, ristabilito nel 37 a.C. da Erode il Grande sotto i Romani, distrutto una seconda volta dall'imperatore romano Tito nell'anno 70 d.C.
Sotto re Salomone, Israele aveva raggiunto l'apice della sua ricchezza, estensione geografica, potenza: il peso dell'oro, pari a 666 talenti, che entravano ogni anno nelle casse del re, è il simbolo del Grande Israele, che si pone in continuità con il regno distrutto. Il 666 è un "numero d'uomo" (13,18), a significare che questa Bestia è il simbolo di un gruppo umano oppure di un angelo caduto, invisibile e incorporeo, che appare in sembianze umane (come l'arcangelo san Raffaele in Tobia 12:17-20).

### Interpretazione escatologica
Sono state fatte varie ipotesi nel corso dei secoli.

### Tolstoj
Il grande scrittore russo indica nel suo capolavoro Guerra e pace un metodo per identificare la Bestia con Napoleone.
Ne Il regno di Dio è in voi e La confessione, Tolstoj rigetta con forza la mistica cristiana e il pensiero di Vladimir Sergeevič Solov'ëv, filosofo e scrittore russo cristiano, autore de I tre dialoghi e il racconto dell'Anticristo.

### Chiesa cristiana avventista del settimo giorno
Ellen Gould White, tra i fondatori della Chiesa cristiana avventista del settimo giorno, indicava nel Papato la Bestia, usando i numeri romani nella formula "Vicarius filii Dei" (V + I + C + I + V + I + L + I + I + D + I = 666), dato che nel latino classico non c'era distinzione tra "U" e "V".

### Ipotesi d'interpretazione letterale
Poiché in greco antico, cioè nella lingua con cui ha scritto Giovanni, prima dell'introduzione dei numeri arabi, venivano usate le lettere dell'alfabeto, il numero 666 (hexakosioi hexekonta hex) apparirebbe come χξϝʹ chi xi digamma oppure χξϛʹ chi xi stigma (in caratteri latini Ch X V oppure Ch X ST), che potrebbero corrispondere alle iniziali di un personaggio noto. Considerando poi che la prima e terza lettera sono tradizionalmente abbreviazione di Christos mentre la lettera di mezzo somiglia a un serpente, altri hanno scorto nella forma greca del numero 666 una raffigurazione dell'assalto del dragone (Apocalisse 12,9) a Cristo.

### Antroposofia
Nell'antroposofia, che concepisce il Cristo come lo spirito del Sole, da cui provengono gli impulsi della normale evoluzione del cristianesimo, il numero della bestia (666) è associato al demone solare a Lui contrapposto. A differenza delle forze terrestri dell'ostacolo, classificate da Steiner in luciferiche, arimaniche e asuriche, si tratta quindi di uno spirito che agisce al di fuori dell'atmosfera animica della Terra, ed il suo nome, pronunciato raramente dal fondatore dell'antroposofia per evitare di evocarlo, è Sorat.
Esso si presenta ciclicamente nella storia umana ogni 666 anni dalla venuta di Cristo. La prima volta, intorno all'anno 666, esso diede luogo alla nascita dell'islam, e minacciò la civiltà cristiana con l'influsso di concezioni fatalistiche e materialistiche. La seconda volta, intorno al 1332, provocò la crisi del Trecento che avrebbe visto tra l'altro la fine dei Templari e dei loro propositi di rinnovamento esoterico e solare del Cristianesimo. La terza volta si sarebbe ripresentato intorno al 1998, cioè nel passaggio al terzo millennio, preparato dal bolscevismo e dalle guerre mondiali, opponendosi alla venuta del Cristo nella dimensione eterica, per deviare l'evoluzione dell'umanità verso una direzione antitetica a quella cristiana impersonata dall'arcangelo Michele.

### Codici a barre e carta Visa
Secondo una leggenda metropolitana, nei codici a barre che si trovano sui prodotti sarebbe nascosto il numero della bestia. E da questo alcuni vedrebbero il compiersi della profezia dell'Apocalisse di San Giovanni (13,16-18) secondo cui Nessuno poteva comprare o vendere se non portava il marchio, cioè il nome della Bestia o il numero che corrisponde al suo nome.
Il numero "666" si anniderebbe, secondo i sostenitori di tale teoria, nelle coppie di righe sottili all'estrema destra, all'estrema sinistra e al centro di ogni codice esistente. Difatti, la cifra 6 è indicata in questo sistema di codifica da due righe sottili che sono per l'appunto simili alle righe estreme e centrali; tuttavia, queste ultime non rappresenterebbero alcuna cifra all'interno del codice stesso, in quanto sono semplicemente linee di riferimento utilizzate dai dispositivi di lettura per capire dove incomincia e dove finisce lo stesso.
Una teoria analoga a quella riguardante i codici a barre afferma che la carta di credito del circuito Visa, diffusa in moltissimi paesi del mondo, sarebbe altresì una forma cifrata per rendere il numero 666, così composta:
VI-S-A
VI è infatti notoriamente il sei romano, mentre l'S rappresenta lo stigma greco, sempre corrispondente al numero 6; infine l'A finale rappresenta il 60 nel sistema cuneiforme babilonese.

## Varianti: 616 e 665
Nei manoscritti che riportano il testo dell'Apocalisse si possono trovare due varianti per il numero della bestia, il 616 (con attestazioni significative) e il 665.

### 616

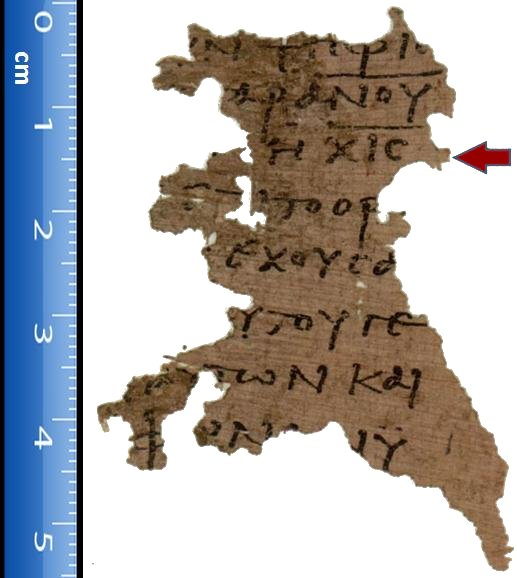
Frammento dal 'papiro 115' dell'Apocalisse nel 66° volume della serie di Ossirinco

Nel Papiro 115 (uno dei papiri di Ossirinco) e nel codice C (Codex Ephraemi Rescriptus) compare il numero 616 al posto del 666.
Nel II secolo Ireneo di Lione, che già conosceva questa variante, la attribuiva a un errore dei copisti. Federico de Luca ha mostrato che questa variante nasce dalla traduzione in latino del gioco enigmistico sottostante al numero 666. Sulle monete latine, infatti, il nome dell'imperatore Nerone al caso grammaticale nominativo si indica come "Nero", mentre su quelle circolanti in Asia, con dicitura in greco, compare anche una enne (ν, "ni") finale, il cui valore è appunto 50 e determina la differenza fra 616 e 666. Proprio questa variante, quindi, assieme ad altri importanti indizi induce ad affermare che il numero della bestia indichi con grandissima probabilità Nerone.

### 665
Nel codice 2344 (datato all'XI secolo) il numero della bestia è indicato come 665.

## Opere ispirate
- Nel fumetto western Comanche (1972), di Hermann Huppen e Greg, la scena si svolge nel ranch 666 di Greenstone Falls.
- Nel film horror Il presagio (1976), che narra la venuta dell'Anticristo, il 666 è un numero ricorrente. Nel 2006 è stato realizzato un remake, Omen - Il presagio, che venne distribuito nelle sale cinematografiche mondiali il 6 giugno 2006 (ossia il 6/6/06).
- In APOCALYPSE in 9/8, brano della suite Supper's ready dell'LP Foxtrot (1972) dei Genesis, il testo richiama quasi testualmente la visione giovannea: "The Dragon's coming out of the sea, with the shimmering silver head of wisdom looking at me. He brings down the fire from the skies,  [...] . 6 6 6 is no longer alone". Il brano, tra l'altro, è il sesto della sesta traccia.
- Steve Harris, bassista degli Iron Maiden, ha scritto una canzone intitolata The Number of The Beast (Il numero della bestia), quinta traccia dell'album omonimo del 1982, introdotta dalla lettura del passaggio dell'Apocalisse in cui viene indicato appunto il numero della bestia. Questa canzone è anche accusata di satanismo dato che il ritornello dice testualmente:

(Iron Maiden, The Number of the Beast)
Nonostante i versi, il gruppo ha più volte rifiutato le accuse. Va specificato che il testo della canzone fa riferimento a un sogno fatto dallo stesso Harris, nel quale il protagonista è vittima del rito satanico.
- 666 è il titolo del doppio album di progressive rock, pubblicato nel 1972, del gruppo Aphrodite's Child. L'album è interamente ispirato all'Apocalisse di Giovanni.
- Il numero è ripetuto più volte nella canzone El diablo nell'album omonimo del gruppo rock italiano Litfiba.
- Un manga del mangaka giapponese Seishi Kishimoto dove il protagonista possiede dentro di sé lo spirito di Satana si chiama appunto 666 Satan[17].
- Nel 1980, Robert Heinlein pubblicò il romanzo di fantascienza The number of the Beast, in cui il numero 666 veniva interpretato come la sesta potenza di 6 elevato alla sesta ed era pari agli universi alternativi raggiungibili.
- DYD666 è la targa dell'automobile del personaggio a fumetti Dylan Dog, l'"indagatore dell'incubo".
- Nella serie a fumetti Martin Mystère, in particolare nell'albo Gigante n. 7 intitolato "Il numero della bestia" (uscito il 15-12-2001)[18], il protagonista indaga sulla scomparsa di un suo amico, un cacciatore di libri rari, di cui si sono perse le tracce mentre era alla ricerca di un antico testo che custodisce il potere di cambiare il destino del mondo, la cui origine è legata al libro dell'Apocalisse di San Giovanni. Alla base della vicenda vi è una spiegazione "moderna" del numero 666, interpretato come le lettere "www" che identificano la rete globale internet.
- Nel videogioco R-Type III: The Third Lightning uno dei boss è il Bydo denominato Creature 666.
- Nella canzone The Heretic Anthem del gruppo metal statunitense Slipknot, il numero 666 è spesso ricorrente nel testo. Durante l’inizio del brano, una voce robotica inizia un conto alla rovescia partendo da 9, durante il quale il numero 6 è ripetuto 3 volte (9 - 8 - 7 - 6 - 6 - 6 - 5 - 4 - 3 - 2 - 1). Inoltre, durante il ritornello viene spesso ripetuta la linea "If you're 555 then I'm 666" ("Se tu sei 555 io sono 666") utilizzata dal cantante per sottolineare il proprio stile e pensiero anticonformista, distaccandosi dalla cultura e dalla musica pop (rappresentata dal numero 555) e utilizzando il numero 666 per evidenziare la propria unicità e originalità, che anche se controversa riusciva ad isolarsi dai canoni sociali e musicali.
- Il gruppo musicale dei Sabaton ha pubblicato, prima nel 2007 nell'album Metalizer, e poi nel 2014 nell'album Heroes, una canzone dal titolo 7734. Il numero se letto al contrario forma le lettere "hell", cioè "inferno". Inoltre nel testo appare la frase "Do glatem live", che se letto da destra verso sinistra diviene "Evil metal god", con il significato di "Malvagio dio del metal". Nella seconda metà della canzone appaiono le frasi che danno ulteriori informazioni sul numero 7734. Recitano che gli ultimi 2 numeri si sommarono e che di 2 divennero 1. Subito dopo, che perirono 111 nelle fiamme. Se sommato gli ultimi 2 numeri, cioè 3 e 4, si ottiene il risultato di 7. Il numero totale ora è 777. Se si sottrae 111, ne rimangono 666, il numero demoniaco.